# Visite du branchage
Pour les articles homonymes, voir Branchage.

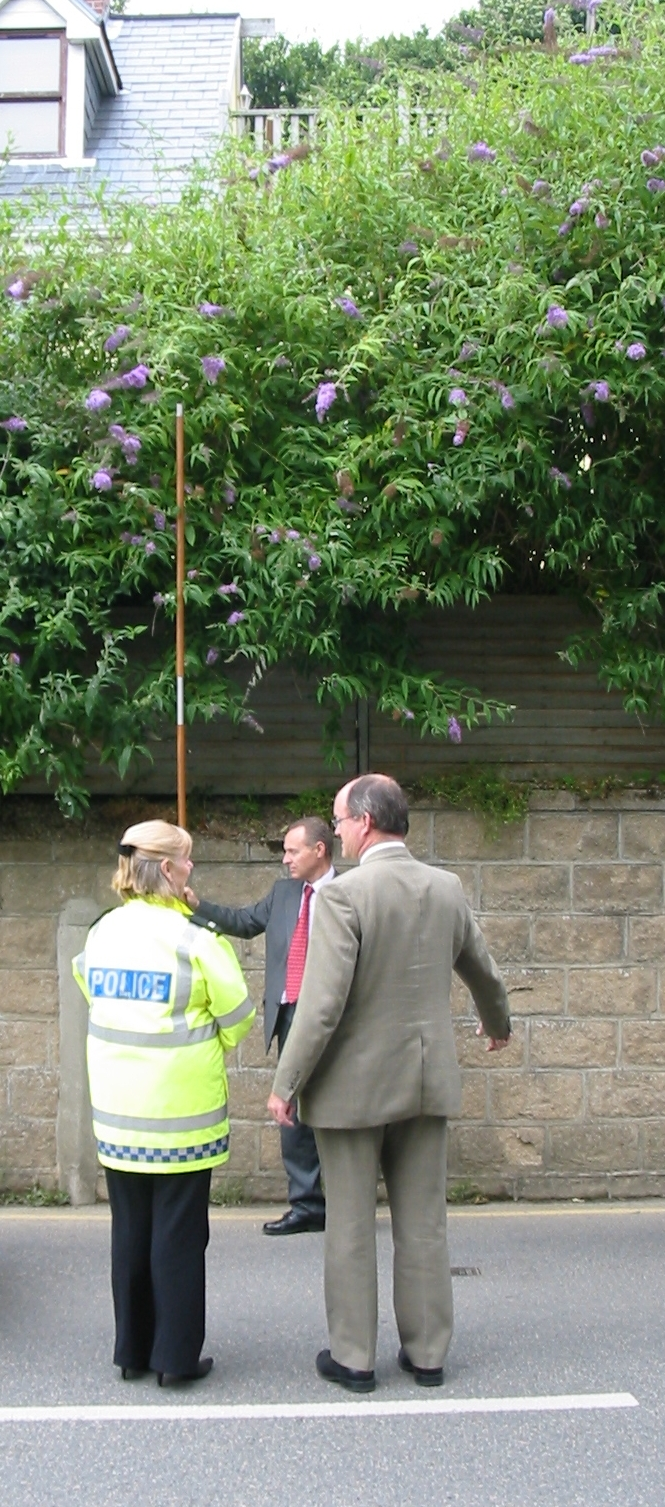
Inspection des chemins lors de la visite du branchage.

La visite du branchage (lé brancage en jersiais) est l'inspection de la taille des haies bordant les voies des îles Anglo-Normandes par le connétable accompagné de membres de la police honorifique et de deux inspecteurs des chemins.

## Organisation
La visite du branchage a lieu dans chaque paroisse deux fois par an pour vérifier que les occupants des maisons et des terres qui bordent les routes ont entrepris le «branchage» (l'élagage).
La « Loi sur la Voirie » de 1914 impose à tous les occupants des propriétés longeant les axes de circulation, de s'assurer que leurs plantations n'empiètent pas sur la voie publique.
La première inspection se situe entre le 1er et le 15 juillet et la seconde entre le 1er et le 15 septembre. Le connétable est assisté des membres du Comité des chemins composé de deux inspecteurs des chemins, de centeniers et de vingteniers membres de la police honorifique. 
La végétation doit être taillée pour laisser un espace libre jusqu'à 12 pieds (3,65 mètres) de hauteur sur les routes principales et jusqu'à 8 pieds (2,44 mètres) de hauteur sur les chemins communaux.
Si le propriétaire est négligent, le travail sera effectué sur ordre du Comité des chemins et aux frais du contrevenant.
Le terme "Branchage" a été repris pour dénommer le festival Branchage qui est un festival de film qui se déroule à Jersey depuis 2008.

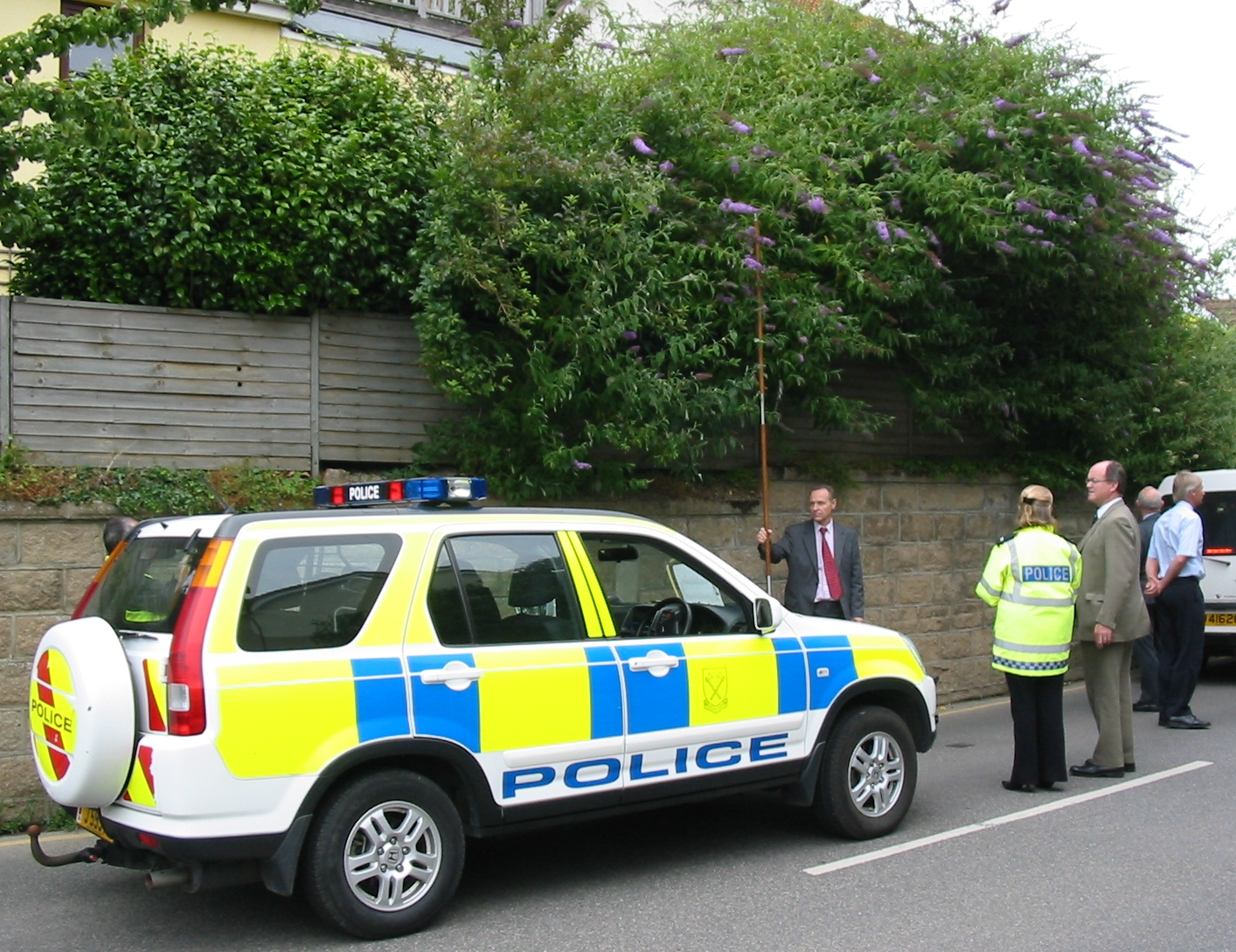
Visite du branchage à Saint-Hélier.